# Dibolia reyheria
Dibolia reyheria är en skalbaggsart som beskrevs av Mignot 1971. Dibolia reyheria ingår i släktet Dibolia och familjen bladbaggar. Inga underarter finns listade i Catalogue of Life.